# Hamlet (film, 1990)
Hamlet är en film av Franco Zeffirelli från 1990 baserad på William Shakespeares drama Hamlet prins av Danmark.

## Handling
Prinsen av Danmark, Hamlet, studerar i England när han plötsligt får ett bud om att hans far, kungen dött. Han skyndar sig därmed hem till hans rike, när han möts av sin mor, Gertrud som lätt kommit över kungens död och bestämmer sig för att gifta sig med hans bror Claudius som i sin tur tar över tronen.

## Om filmen
Filmen är inspelad i Rochester Castle, Dover Castle Blackness Castle och Dunnottar Castle, Aberdeenshire, Blackness, Falkirk, Italien, Rochester, Shepperton Studios, Stonehaven, Thionville och West Lothian.
Den hade världspremiär den 19 december 1990 i Toronto, Los Angeles och New York. Den svenska premiären ägde rum den 30 augusti 1991 i Stockholm och Göteborg, åldersgränsen är 11 år.

## Rollista i urval
- Mel Gibson - Hamlet
- Glenn Close - drottning Gertrude
- Alan Bates - Claudius
- Paul Scofield - anden (Hamlets far)
- Ian Holm - Polonius
- Helena Bonham Carter - Ofelia
- Stephen Dillane - Horatio
- Nathaniel Parker - Laertes
- Sean Murray - Gyldenstern
- John McEnery - Osric
- Pete Postlethwaite - kung

## Musik i filmen
Komponerad av bland andra Ennio Moricone.